# Teledoce
Teledoce (nome completo, Teledoce Televisora Color) è un canale televisivo uruguaiano. Fondato dalla famiglia Schlek (amministratori anche del quotidiano montevideano El País) nel 1962, è la terza più antica rete televisiva uruguaiana, dopo Saeta TV Canal 10 e Canal 4.